# Peppina
Pour plus de détails, voir Fiche technique et Distribution.
Peppina (Poor Little Peppina) est un film muet américain de Sidney Olcott, sorti en 1916, aux États-Unis et en France, en 1921. Le film a été tourné à New York et à Peapack-Gladstone dans le New Jersey, à la propriété Blairsden. Une copie du film est conservée à la Bibliothèque du Congrès, à Washington DC.

## Synopsis
Lois, le bébé de Robert Torrens, qui vit en Italie avec sa femme, est enlevé par un membre de la mafia.

Quinze ans plus tard, Lois, qui a été élevée par des paysans et que l'on appelle désormais Peppina, s'habille comme un garçon. Elle s'enfuit sur un bateau qui part pour l'Amérique pour éviter un mariage avec un homme répugnant. À bord, elle se lie d'amitié avec Hugh Carroll, un assistant du procureur, qui arrange un passage en première classe à ce qu'il croit être un garçon. À New York, elle rencontre son ravisseur, qui avait fui en Amérique après le crime. Il la force à rester sous ce déguisement et à écouler de la fausse monnaie pour lui. Elle est arrêtée et pour sa défense explique son aventure. Le ravisseur est arrêté, Peppina retrouve ses parents, et Hugh, qui a finalement découvert qu'elle était une femme, se marie avec elle.

## Fiche technique
- Titre original : Poor Little Peppina
- Titre français : Peppina
- Réalisation : Sidney Olcott
- Scénario d'après une histoire de Kate Jordan
- Production : Daniel Frohman, Adolph Zukor
- Société de production : Famous Players-Mary Pickford Company
- Société de distribution : Paramount Pictures Corporation
- Pays d’origine :  États-Unis
- Langue originale : anglais
- Format : Noir et blanc — 35 mm — 1,37:1 — Muet
- Genre : Comédie dramatique
- Durée : 7 bobines à l'origine (février), puis 5 bobines lors de sa sortie nationale (mars)
- Dates de sortie :  États-Unis : 20 février 1916
 France : 7 octobre 1921
- Licence : domaine public

## Distribution
- Mary Pickford : Peppina
- Eugene O'Brien : Hugh Carroll
- Antonio Maiori : Soldo
- Ernesto Torti : Pietro
- Edwin Mordant : Robert Torrens
- Jack Pickford : Beppo
- Edith Shayne : Mme Torrens
- Cesare Gravina : Villato
- W.T. Carleton : enquêteur en chef
- N. Cervi : Dominica
- Mme A. Maiori : Bianca
- Francesca Guerra : le chauffeur